# Incirlik Air Base

i8
i11
i13
Der Luftwaffenstützpunkt Incirlik (türkisch İncirlik Hava Üssü, englisch Incirlik Air Base, kurz Incirlik AB, IATA-Code: UAB, ICAO-Code: LTAG) ist ein Militärstützpunkt bei İncirlik nahe Adana im Süden der Türkei. Eigentümer sind die türkischen Luftstreitkräfte. Größter Nutzer ist aber seit der Errichtung die United States Air Force, die hier nach dem 11. September 2001 ihr wichtigstes Drehkreuz zur Versorgung der US-Streitkräfte im Irak und in Afghanistan einrichtete. Zwischen Januar 2016 und September 2017 wurde der Stützpunkt auch durch die Bundeswehr im Rahmen der Operation Inherent Resolve genutzt. Die Air Base verfügt über eine Start- und Landebahn in der Ausrichtung 05/23 mit 3048 Meter Länge.

## Geschichte
Der Bau wurde bei der Zweiten Kairoer Konferenz im Dezember 1943 beschlossen und betraf ein Landstück, das das Osmanische Reich nach den Massakern im Zuge des Völkermords an den Armeniern ab 1915 durch Enteignungen an der armenischen Volksgruppe übernommen hatte. Im Frühjahr 1951 begannen türkische und US-amerikanische Soldaten mit Bauarbeiten für die neue Basis, die ursprünglich als Trainingsgelände vorgesehen war; eine 10.000 Fuß (3.048 Meter) lange Start- und Landebahn wurde im November 1954 fertiggestellt, am 6. Dezember 1954 vereinbarten die türkischen und US-amerikanischen Streitkräfte die gemeinschaftliche Nutzung des Stützpunktes, der am 21. Februar 1955 den Namen Adana Air Base erhielt und seitens der USA von diesem Zeitpunkt zu den United States Air Forces in Europe gehörte. Erste amerikanische Einheit auf dem Flugplatz war die 7216th Air Base Squadron.
In den 1950er Jahren hatte sich der Zweck des Luftwaffenstützpunkts gegenüber dem ersten Beschluss 1943 geändert: Sie sollte jetzt bei Einsätzen von Langstreckenbombern als Ausweichstützpunkt dienen und alle Aktivitäten der US-Luftwaffe in der südlichen Türkei unterstützen. Im Oktober 1955 wurde eine vom rund 50 Kilometer südöstlich gelegenen Mittelmeerhafen Yumurtalık kommende Treibstoff-Pipeline in Betrieb genommen. Die USAF änderte den Namen des Militärflugplatzes am 28. Februar 1958 in Incirlik Air Base. Während der Libanonkrise im Sommer 1958 waren bis zu 150 USAF-Flugzeuge in Incirlik stationiert, darunter B-57, RB-66/WB-66, F-86D, F-100 und RF-101. Nach der Krise waren die F-100 häufigster Gast auf der Basis, sie wurden in späteren Jahren durch F-4, F-15 und F-16 ersetzt.

### Aufklärungseinsätze und Nutzungseinschränkung
Der Luftwaffenstützpunkt Incirlik diente im Kalten Krieg auch als Ausgangspunkt für Spionageflüge bis tief in sowjetisches Hoheitsgebiet. U-2-Aufklärungsflugzeuge waren zu diesem Zweck zeitweise in Incirlik beheimatet. Die Überflüge dauerten an, bis der Pilot Francis Gary Powers am 1. Mai 1960 auf dem Flug von Peschawar (Pakistan) nach Bodø (Norwegen) über der Sowjetunion abgeschossen wurde. In den Jahren 1962 und 1963 waren kurzzeitig Mittelstreckenraketen des Typs Jupiter hier stationiert.
Nachdem die USA 1975 wegen des Zypernkonflikts ein Waffenembargo gegen die Türkei verhängt hatten, untersagte letztere im Gegenzug die Weiternutzung der US-Stützpunkte im eigenen Land. Nur NATO-Einsätze waren von nun an in Incirlik erlaubt, bis beide Staaten schließlich im März 1980 eine neue Nutzungsvereinbarung trafen und die US Air Force ihre ursprünglichen Aktivitäten wieder aufnehmen konnte.

### Transportstützpunkt
Seit Mitte 1990 ist der Luftwaffenstützpunkt Incirlik ein wichtiger Stützpunkt der US Air Force für ihre Einsätze; im Irak zunächst bei der Operation Desert Shield, dann ab Januar 1997 zur Überwachung der nördlichen Flugverbotszone (Operation Northern Watch). Als ab Oktober 2001 auch der Krieg in Afghanistan von hier unterstützt wurde, erhöhte sich der Durchsatz der Basis um das sechsfache gegenüber dem normalen Betrieb. Es starteten hier auch Tankflugzeuge (KC-135 Stratotanker). Erst nachdem 2002 in Afghanistan und Usbekistan vorgeschobene Flugfelder errichtet waren, gingen die Flugbewegungen wieder zurück. Mit Beginn der Operation Iraqi Freedom im März 2003 nahmen die Unterstützungseinsätze wieder zu.
Zum 1. Juni 2005 verlegte die US Air Force ihr Drehkreuz zur Versorgung der Streitkräfte in Südwestasien von der Rhein-Main Air Base in Deutschland zum Luftwaffenstützpunkt Incirlik. Seither pendeln Transportflugzeuge wie die McDonnell Douglas C-17 zwischen der Basis und der Heimat USA und liefern Verbrauchsgüter, Munition und Ersatzteile, die dann in die Einsatzgebiete weitertransportiert werden.
Von 2002 bis 2008 wurde der Flugplatz auch für Zwischenlandungen bei Gefangenentransporten der CIA (extraordinary rendition) verwendet. 2011 enthüllte Wikileaks eine geheime Depesche der US-Botschaft in Ankara aus dem Jahre 2006, aus der hervorging, dass die Türkei von 2002 bis Februar 2006 den USA die Erlaubnis gab, der Luftwaffenstützpunkt Incirlik als Auftankstopp für Gefangenentransportoperationen der Operation Fundamental Justice zu verwenden. Die Türkei hatte dies zuvor stets abgestritten.
Um die reibungslose Abfertigung der US-amerikanischen Flüge sicherzustellen, ist auf dem Flugplatz das 39th Air Base Wing (Geschwader) unter Führung eines Colonel – seit Juli 2016 Michael H. Manion – stationiert, der für die insgesamt 1.500 US-Soldaten verantwortlich ist. Das Geschwader unterteilt sich in die 39th Medical Group, die 39th Mission Support Group sowie die 39th Maintenance Group. Für den Lufttransport verantwortlich zeichnet zudem die 728th Air Mobility Squadron. Nach eigenen Informationen läuft über diese Staffel 70 % des Luftumschlages für die in Afghanistan stationierten Truppen (Operationen ISAF (2001–2014), Resolute Support (seit 2015)).

### Syrischer Bürgerkrieg
Seit dem 23. Juli 2015 gestattet die Türkei den USA die Benutzung des Luftwaffenstützpunktes zur Bombardierung von IS-Stellungen in Syrien im Rahmen der Operation Inherent Resolve, woraufhin die USA von der Aviano Air Base in Italien sechs Kampfjets vom Typ F-16 Fighting Falcon und 300 Soldaten nach Incirlik verlegte. Im September 2015 begannen die USA mit Angriffen von den Stützpunkten Incirlik und Diyarbakir. Die Einsätze unterstehen dem United States European Command unter Führung von General Curtis M. Scaparrotti.

### Deutsches Engagement
Die deutsche Luftwaffe beteiligt sich mit Panavia Tornado-Aufklärungs- sowie einem Tankflugzeug des Typs Airbus A310 MRTT. Das Mandat wurde vom Deutschen Bundestag am 4. Dezember 2015 erteilt, war zunächst bis zum 31. Dezember 2016 befristet und wurde verlängert, jedoch bis Oktober 2017 komplett nach Jordanien verlegt. Die personelle Obergrenze in Incirlik betrug 1.200 Soldaten, geführt von einem Kontingentführer im Dienstgrad Brigadegeneral oder Oberst. Am 5. Januar 2016 verlegten die ersten vier Tornados vom Militärflugplatz Schleswig-Jagel nach Incirlik. Um den Einsatz der deutschen Kampfflugzeuge zu erleichtern, waren Investitionen von etwa 65 Millionen Euro geplant, die sich auf einen eigenen deutschen Flugbereich (10 Millionen Euro), eigene Unterkünfte (15 Millionen Euro), ein Betreuungsgebäude (4,5 Millionen Euro) und einen eigenen Gefechtsstand (34 Millionen Euro) verteilten. Geführt wird der Einsatz wie alle deutschen Auslandskontingente vom Einsatzführungskommando in Potsdam, die Aufklärungsergebnisse werden direkt an das Combined Air and Space Operations Center (CAOC) in Al Udeid, Katar, übermittelt und dort mit den anderen Aufklärungsergebnissen kombiniert. Dazu sind in Al Udeid acht deutsche Soldaten stationiert. Nachdem bekannt geworden war, dass die türkischen Streitkräfte aufgrund der personellen Situation nach dem Putsch nicht mehr in der Lage seien, die Basis ausreichend gegen Angriffe mit infrarotgelenkten Raketen zu sichern, ordnete das Einsatzführungskommando am 1. August 2016 an, dass die Basis nur noch mit Flugzeugen angeflogen werden durfte, die sich gegen Raketenangriffe schützen können.
Am 2. Juni 2016 bezeichnete der Deutsche Bundestag die Massaker des Osmanischen Reiches an den Armeniern 1915 und 1916 als Völkermord, worauf die Türkei mit Konsequenzen drohte. Dem parlamentarischen Staatssekretär Ralf Brauksiepe wurde im Juni und Juli 2016 der Besuch des Kontingents in Incirlik von der türkischen Regierung untersagt sowie generell jeder Besuch von Bundestagsabgeordneten. Eine Intervention der Bundesverteidigungsministerin, Ursula von der Leyen, Anfang Juli änderte an diesem Verbot nichts. Obleute des Verteidigungsausschusses wollten trotz des Verbotes vom 15. bis 17. September 2016 (nach anderen Quellen: „Anfang Oktober“) nach Incirlik fliegen. Im Rahmen des Besuchsverbotes wurde, insbesondere von Politikern der Oppositionsparteien, diskutiert, die deutschen Soldaten komplett von der Basis abzuziehen. Anfang September 2016 wurde jedoch bekannt, dass die Bundeswehr 58 Millionen Euro investieren wollte. Am 4. Oktober 2016 brachen sieben Abgeordnete aus allen Bundestagsfraktionen zu einer dreitägigen Reise in die Türkei auf, um die Luftwaffenbasis Incirlik zu besuchen.
Angesichts der verschlechterten deutsch-türkischen Beziehungen und einem gescheiterten Vermittlungsversuch Anfang Juni 2017 zwischen dem deutschen Außenminister Sigmar Gabriel und seinem türkischen Amtskollegen Mevlüt Çavuşoğlu gab Gabriel an, keine andere Möglichkeit zu sehen, als die Bundeswehrsoldaten auf einen anderen Standort außerhalb der Türkei zu verlegen. Ausgewählt wurde die Muwaffaq Salti Air Base der jordanischen Luftstreitkräfte bei al-Azraq. Seit dem 9. Juli 2017 war das Tankflugzeug in Jordanien stationiert, die Tornados wurden bis 31. Juli 2017 zunächst nach Deutschland zurückgeflogen, bevor sie im Oktober nach Jordanien verlegt wurden. Die letzten deutschen Soldaten verließen den Stützpunkt im September 2017.

### Putschversuch in der Türkei 2016
Der Kommandeur der Basis, Tuğgeneral Bekir Ercan Van, wurde im Zuge des Putschversuchs in der Türkei 2016 festgenommen, weil er in die Pläne eingeweiht gewesen sein soll. Während des Putschversuches war die Basis abgeriegelt und der Flugbetrieb – auch der deutschen Flugzeuge – vom 16. bis 18. Juli 2016 eingestellt worden, da die Türkei auf die Beteiligung der türkischen Luftwaffe an dem Versuch mit einer Sperrung des Luftraumes um diverse Flughäfen reagiert hatte. Auch die Stromversorgung war während des Putsches teilweise unterbrochen.
Im Jahr 2020 wurde bekannt, dass es nach Drohungen des türkischen Präsidenten Recep Tayyip Erdoğan, dem US-Militär den Zugang zur Incirlik Air Base zu verwehren, Überlegungen der USA gab, die in Griechenland auf Kreta gelegene Iraklion Air Station zu reaktivieren und ihre Aktivitäten von der Incirlik Air Base auf die Iraklion Air Station zu verlegen.

## Besitzverhältnisse
Im Jahr 2010 ersuchten drei Armenier aus der Türkei, die heute in den USA leben, Entschädigung für ihr Land und Eigentum, das während des Völkermords an den Armeniern durch die osmanisch-türkische Regierung konfisziert wurde; insgesamt wurde Wiedergutmachung für 0,49 km² Land in der Region Adana verlangt, auf der sich auch der Luftwaffenstützpunkt Incirlik befindet. Der US-Gerichtshof nahm den Fall an und gab der Türkei 21 Tage, auf die Klage zu antworten. Die verteidigenden Banken in der Türkei verlangten vom US-Gericht, die Frist für die Klageerwiderung auf September 2011 auszuweiten. Das US-Gericht nahm die Ausweitung an, allerdings scheiterte die Klage Ende April 2013.

## Atomwaffen
Im Rahmen der nuklearen Teilhabe und der Nutzung der Basis durch die US-Streitkräfte sind auf dem Luftwaffenstützpunkt Incirlik bis zu 90 Atomwaffen vom Typ B61 mit einer Sprengkraft von 0,3 bis 170 kT gelagert.

## Zwischenfälle
- Am 31. März 1959 kam es mit einer Douglas C-124C Globemaster II der United States Air Force (USAF) (Luftfahrzeugkennzeichen 51-5201) beim Start vom Luftwaffenstützpunkt Incirlik zu einem Strömungsabriss und Absturz. Von den neun Besatzungsmitgliedern kamen 4 ums Leben.[35]

- Am 14. März 1980 explodierte im Anflug auf die Incirlik Air Base 15 Kilometer westlich des Luftwaffenstützpunkts der linke Treibstofftank einer Lockheed C-130H Hercules der United States Air Force (74-2064). Alle 18 Insassen, 6 Besatzungsmitglieder und 12 Passagiere, kamen ums Leben.[36]